# アートセラピー

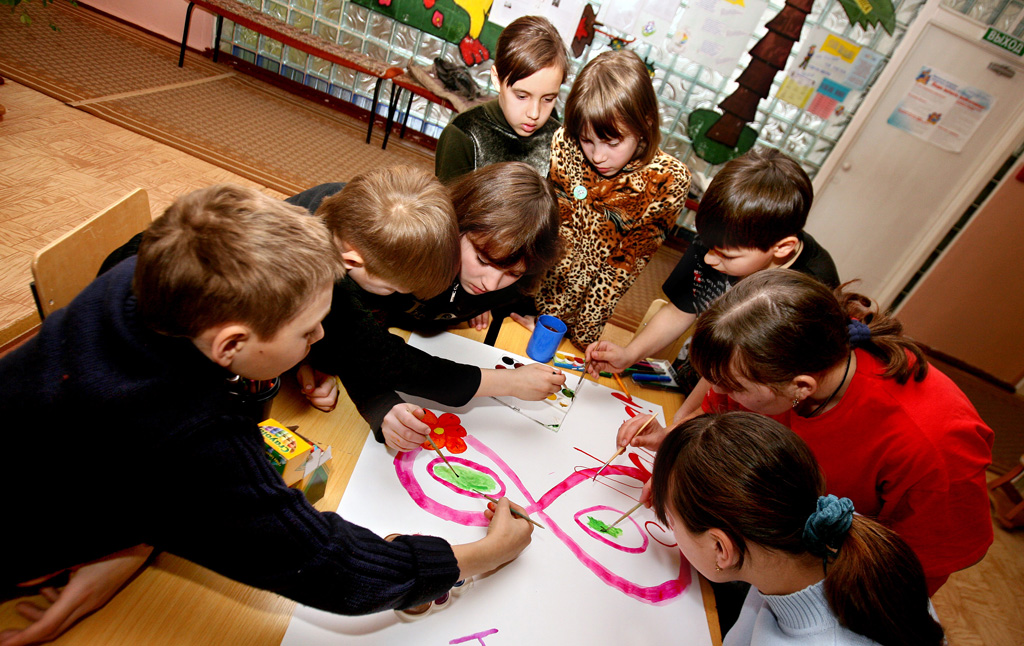
ウラジオストクのリハビリテーション・センターで絵を描く子供たち

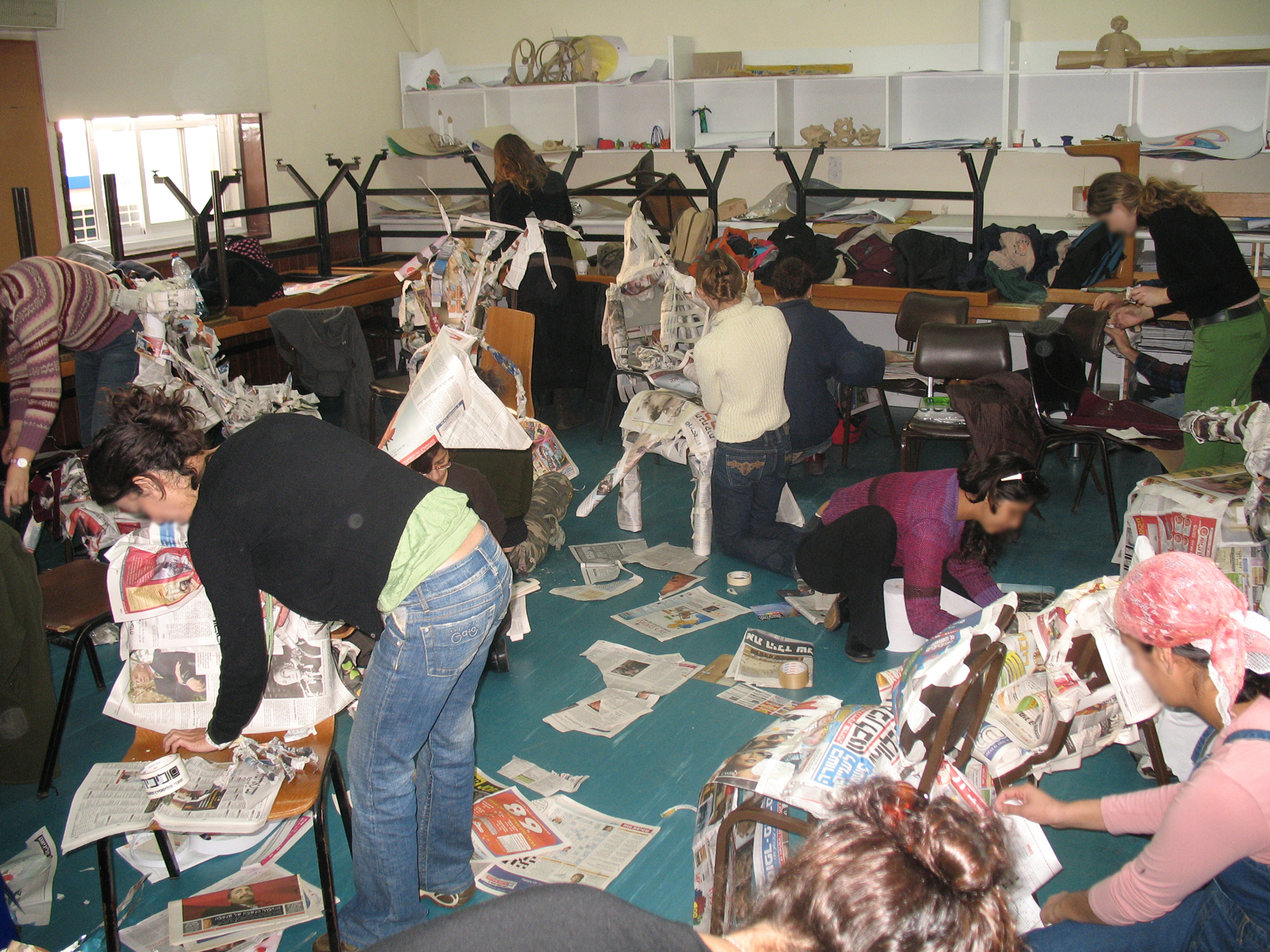
アートセラピーのグループセッション

アートセラピー（英: art therapy）あるいは芸術療法（または絵画療法、創造力治療）とは、認証された治療者が作品と表現式を通してクライアントの象徴的か表向きの自己表現を読み取り、クライアントから解釈を引き出す心理療法の一種である。アートセラピーは芸術と心理療法という二つの起源があるために、その定義は多様である。
アートをセラピーとして芸術の創作活動自体を癒しとして扱う代替医療、または、セラピストとアートを創作するクライアントとの間の心理療法的な移転のプロセス、その両方と位置づけることができる。表現療法、感覚芸術療法の中の一つ。

## 定義
英国アートセラピー協会（BAAT/BAAT - British Association of Art Therapists）のウェブサイトにある小冊子”What is Art Therapists?（アート・セラピストって何？）”によれば、
“アートセラピーは、コミュニケーションの主要な方法として、芸術を媒体に使用する精神療法の一形態である。それは子供たち、若者、成人や高齢者と共に活動する資格を持つ登録されたアートセラピストによって行われる。アートセラピーを受けるクライアントは、広い範囲の困難、障害、診断を持っている可能性がある。例えば、これらには行動障害、精神の不調、学習または身体の障害、生きる時間に限りがある状態、脳損傷や神経障害や身体的疾病などが含まれる。アートセラピーはクライアントの要望に応じて、個人またはグループセッションを行うことができる。セッションは楽しいかもしれないが、リクレーション活動や芸術のレッスンではない。クライアントはいかなる芸術の経験や専門知識をあらかじめ必要としない。”
米国アート・セラピー協会はそれをこのように説明している：
"アートセラピーは、病気、精神的外傷や課題に直面する人々や自己啓発を求める人たちに、専門的な関わりの中で芸術創作を治療的に用いる方法である。アートを作り、その作品とプロセスを検討することを通して、人々は自己認識を高め、また他の人たちは症状や精神的外傷、外傷となる経験に立ち向かう。認知能力をし、アートを作ることで人生の肯定的喜びを味わう。" 
"アートセラピーは芸術の創造的なプロセスを、すべての年齢層の人々の身体的、精神的、感情的な健康を改善して、強化するために使用する精神医療の専門職である。芸術的な自己表現に関わる創造的なプロセスは、人々の葛藤や問題解決の助けとなり、対人関係のスキルを深め、行動を管理し、ストレスを減らし、自尊心と自己認識を向上させ、洞察力を与える。アートセラピーは、カウンセリングと心理療法のモデルに、人間発達、視覚芸術（素描、絵画、彫塑やその他の芸術形式）および創造的プロセスの分野を統合したものである。" 

## 歴史
アートセラピーは比較的新しい治療分野である。最初に始まったのは20世紀中頃で、ヨーロッパの英語圏で独自に起こった。イギリスではアメリカと同じように、アートセラピーのルーツは主に芸術教育、美術の実践と発達心理学である。

### イギリスのアートセラピー
イギリスのアートセラピスト、デビッド・エドワーズ（David Edwards）によれば、多くの、そしてしばしば矛盾するアートセラピーの定義は用語に始まる。最初に職業として登場したのは1940年代後半(ウォーラーとギルロイ/Waller and Gilroy, 1978)であった。イギリスでは一般的に、芸術家のエイドリアン・ヒル（Adrian Hill）が絵を描くことの治療への応用について説明するために、「アートセラピー」という用語を最初に使用した人物だと認識されている。結核から回復する間に、スケッチと絵画の治療効果を発見したヒルにとって、アートセラピーの価値は、指と同様に完全に心を没頭させることで、しばしば自己抑制的な患者の創造的なエネルギーを開放することにあった。(ヒル, 1948: 101–102)そしてヒルは、患者が「不運に対する強い防御を確立すること」が可能だと示唆した。（ヒル、1948：103）アートセラピーの誕生は、結核治療(T.B.)のサナトリウムにいた画家エイドリアン・ヒルが、芸術的活動を仲間の入院患者に勧めたことにさかのぼる。1945年に出版された彼の本「芸術と病」に書かれたように、彼は患者たちと共に芸術的な活動を始めた。

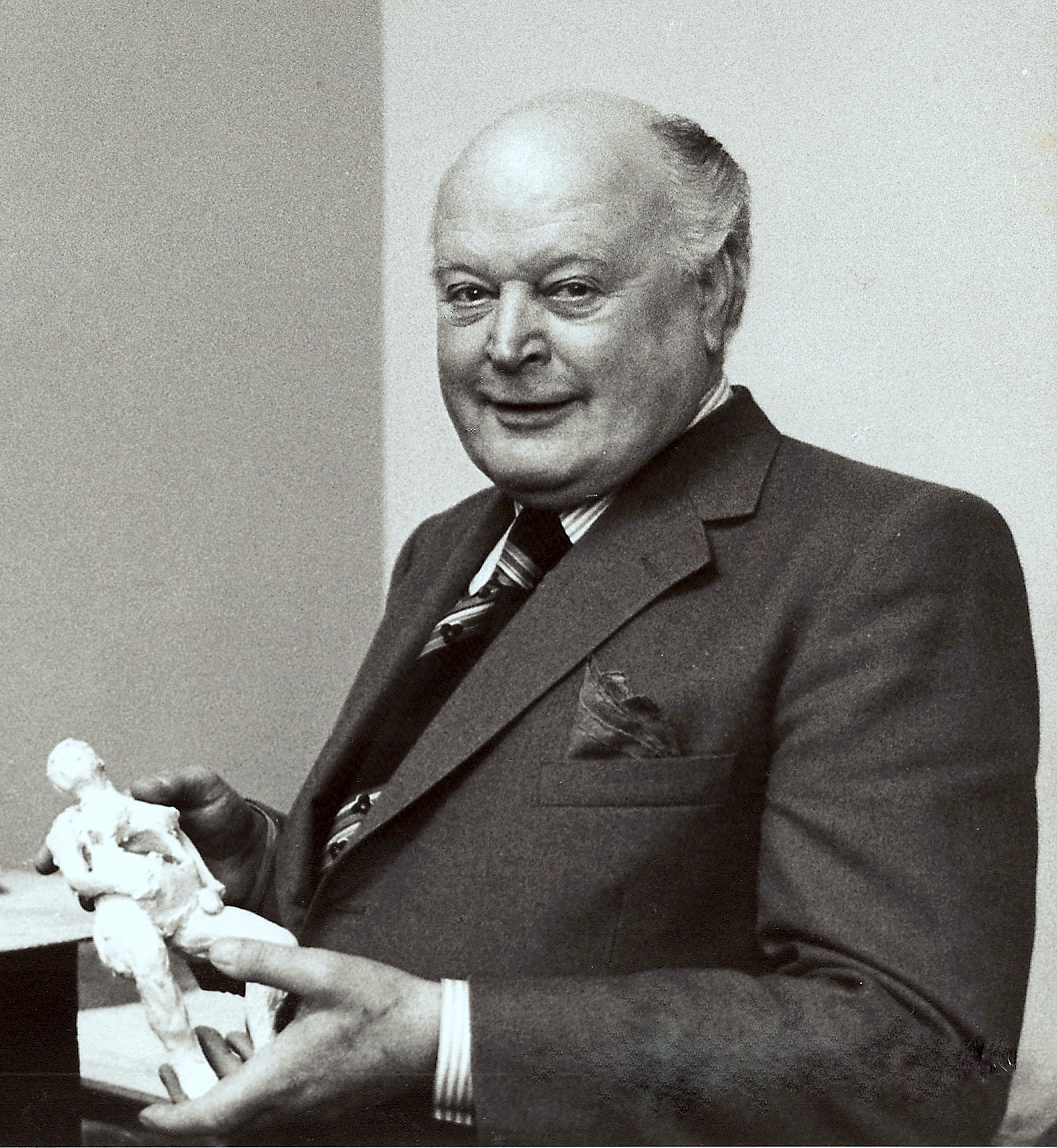
エドワード・アダムソン,“イギリスのアートセラピーの父”

第二次世界大戦後、兵役から引退したばかりの芸術家エドワード・アダムソン(1911-1996)は、イギリスの長期滞在精神病院でヒルの仕事を広めるために参加した。アダムソンは、1946年にサリーのNetherne病院を手始めに、1981年に引退するまで仕事を続けた。アダムソンは、オープン・アートスタジオを設立し、絵を描きに来る人々を受け入れた。精神病院にいる人々が社会から非常に阻害され、最小限の尊厳と自治または個人の財産で生きていた時代に於いて、急進的な行動だった。彼は35年間、1人で何百という人々と共に働き続けた。彼と彼の生涯のパートナーで協力者のジョン・ティムリン（John Timlin：b 1930）は、1984年に彼の仕事とアダムソンのコレクションについての本、”ヒーリングとしてのアート（Art as Healing）”を出版した。
イギリスのアートセラピーの複雑な歴史における彼の重要性は広く受け入れられ、彼のキャリアが終わるまで彼の視点は、アートセラピーが進化する心理学的に動きのある時代と対峙しているようだった。彼にとって仕事は個人的なものであった。アダムソンは人々が回復するのを見た。彼の言葉を借りるならば、芸術を通して自己を表現することで”癒された”。重要だったのは、創作するという行為だった。いかに影響やゆがみを与えることなく、自己表現をするかが、アーティストとセラピストの主な関心事である。彼は”医療スタッフと患者の間のどこかに”彼自身がアーティストとして働けるスタジオのスペースを見つけた。コメントや批判をせず、彼は人々に絵を描かせたり、彫刻させたりすることで、”自由に表現する”ことを奨励した。彼は心理学的な解釈を嫌い、それを仕事上での”セラピストの自己投影だ”として退けた。そのような見解のために、新生のアートセラピーという職業から彼は好かれなかった。彼の仕事のスタイルは、ホーガンによって『不干渉主義者』と名付けられ、その技術はおそらく現代のアートセラピーとして認識されているものではなかった。
彼は進歩的なスタジオで35年間、日々に行われたすべての仕事を保存し、約100,000の作品を集めた。そのうち100人以上による6000の作品はアダムソンコレクションとして現存する。（1997 年 ～ 2012年の間は南ロンドンのランベス病院にあり、現在はいくつかの国際機関により将来の安全のために、ほとんどがウェルカムライブラリに移されている。）1947 年から1996 年に亡くなるまで、彼はコレクションから作品を国際的に展示した。
アダムソンはコレクションの展示が、大衆に精神疾患を持つ人々の創造性と人間性について学ばせると信じていた。”アダムソンは世論を変える方法として、彼らを社会から締め出した人々に作品を見せ、彼らの文化への重要な貢献を示し、社会的・文化的な干渉をした教育者だった。”これらの作品は常に臨床記録であるか、アウトサイダーアートであるかどうかにかかわらず、作成者の同意、機密性、能力、および意図についての問題があり、作品が示されるべきかどうかに関して議論がある。
ヒルとアダムソンと同じ頃、アメリカの心理学者マーガレット・ナウムブルグもまた彼女の仕事を説明するのに、「アートセラピー」という用語を使い始めた。ナウムブルグのアートセラピーのモデルに基づくメソッドは：
“自発的な芸術表現による無意識の開放である。それは患者とセラピストの間の移転関係と、自由連想の奨励に根付いていて、精神分析の理論と密接な関係がある。治療は移動関係を深め、その象徴的なデザインに関する自己の解釈を得るには、患者自身のたゆまぬ努力にかかっている。創作されたイメージは、患者とセラピストの間の一種のコミュニケーションで、それらは記号的言語を構成している。”

### アメリカのアートセラピー
アメリカのパイオニア、マーガレット・ナウムブルグ(Margaret Naumburg)とエディス・クレイマー(Edith Kramer)博士は、ヒルとほぼ同時期に彼らのアートセラピーを始めた。1940年代後半、マーガレット・ナウムブルグは”サイコダイナミック・アートセラピー”を生み出した。一方でエディス・クレイマーは芸術的な実践から アートセラピーを引き出した。
ニューヨーク大学のウェブサイトによると、”その分野の著名な先駆者マーガレット・ナウムブルクは、ニューヨーク大学の芸術学科と芸術専門職の大学院レベルに対して、コースやトレーニングセミナーを提供していた。この伝統は、エディス・クレイマーがアートセラピーの修士課程を開発するために1973年に大学に来た時に引き継がれた。１９７９年に、ニューヨーク大学のアートセラピー大学院課程はアメリカのアートセラピー協会から認可を受けた５つのプログラムの最初の１つだった。”
エディス・クレイマー博士、ATR-BC（Art Therapist Register-Board Certified/アートセラピスト登録委員会認定）、HLM（The Honorary Life Member/名誉終身会員）はオーストリアのウィーンで生まれた。バウハウス運動の間、彼女は芸術、スケッチ、彫刻と絵画を研究した。1938年に難民として合衆国に来た後、1944年にアメリカ合衆国市民となり、芸術の実践を追求し続ける。クレイマー博士は、ニューヨーク大学の大学院過程の創設者で、1973年から2005年まで大学院課程でアートセラピーの非常勤教授だった。その間、ワシントンD.C.にあるジョージ・ワシントン大学大学院課程において、1972年から2000年までアートセラピーの助教授でもあった。

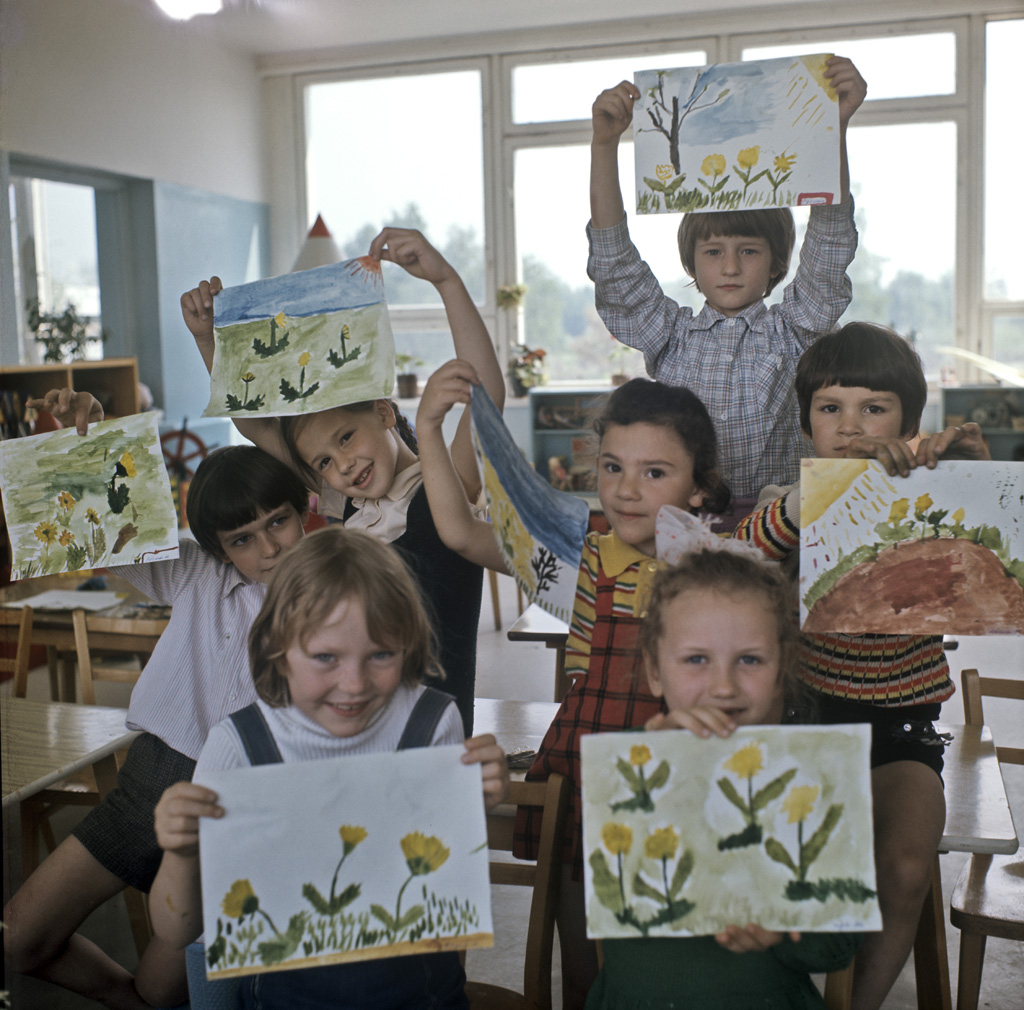
描いた絵を見せる子供たち

1996年にエディス・クレイマー博士は、ノースフィールド、バーモント州ノーウィッチ大学から名誉博士号を与えられた。現在、博士はジョージ·ワシントン大学で客員准教授として、サイコダイナミックプロセスコースを教えている。彼女は、絵画、彫刻、エッチングをするスタジオを維持し、子供たちと若者のアートセラピーを専門とする。アメリカのアートセラピー協会はクレイマー博士へ最高の尊敬の印として終身名誉会員賞を与えた。
エディス・クレイマー博士は影響力のある論文と本を書いており、社会的な写実主義の画家、彫刻家、版画家、そして、モザイク師としても有名である。エディス・クレイマーの出発点は、子供のためのアートセラピーだった。それは他の草分け的論文と共に、書籍「子供たちの治療としての芸術/Art as Therapy with Children」で文章化されている。彼女はまた「子供たちのコミュニティーにおけるアートセラピー/Art Therapy in a Children's Community」も書いている。
より最近の歴史では、ジュディスA.ルービン博士（ATR-BC）が何十年もの間、アートセラピーの分野で画期的な著者であり、映画製作者だった。彼女は公認の臨床心理士で、委員会発行の免許を所持するアートセラピスト、精神医学部の助教授、ピッツバーグ大学とピッツバーグ精神分析学会の教職員である。ルービン博士は、ウェルズリーから芸術の学士号、ハーバード大学から教育学修士、ピッツバーグ大学からカウンセリング心理学の博士号を与えられた。臨床美術治療の概念を明らかにした、ヘレン・ランドガルテン（Helen Landgarten）の伝統を受け継ぐルービン博士の仕事は、際立っている。ルービン博士の著作は、アートセラピーの本、本の一部分、映画や雑誌の記事が含まれる。
マサチューセッツ州のケンブリッジ、レスリー大学の、"エクスプレッシブセラピー（表現療法：ドラマセラピー・
ダンスセラピー・アートセラピーも含める）プログラムは、この新興分野の専門家を養成するため、米国で最初の大学院の一つとして30年以上前に設立された。"大学のウェブ・サイトによれば、ショーン・マクニフ、ノーマ・キャナー、パオロ・クニルはこのプログラムの作成に関わっていた。
ショーン・マクニフ博士は作家でマサチューセッツ州のケンブリッジ、レスリー大学の教授である。彼は、絵画と彫刻を追求するために1969年に法律学校を離れて、精神障害者のためのダンヴァーズ州立病院（通称、 "ダンヴァーズ・ステート・ルナティック病院"）で、収容療法と療養所のアートセラピストとして働いた。1973年から1974 年に、彼はセラピーと教育の両方のアートをすべて統合する最初の大学院課程（当時はレスリー・ カレッジ）をそこに設立した。エクスプレッシブアートセラピーの国際的な専門職はその仕事から生まれた。マクニフは ノーマ・キャナーと一緒に働くため、彼女を採用した。彼女はダンスセラピーの先駆者で、障害をもつ子供たちと青年に対する彼女の活動のために有名だった。キャナーはレスリーのマクニフと働くためにタフツ大学を出た。またマクニフはスイス出身のミュージシャンで、物理学とエンジニアリングを学んだパオロ・クニルを雇った。マクニフ教授はユニオン学会から博士号を受け、創造性と想像およびリーダーシップについて、レスリーで高度な大学院研究のプログラムを確立した。彼はアメリカのアートセラピー協会の元会長と名誉終身会員で、さらにヨーロッパの大学院の芸術、健康および社会部門で教授をしている。
パオロ・J・クニル博士（名誉博士）は、マサチューセッツ州のケンブリッジ、レスリー大学の名誉教授で、ヨーロッパの大学院の事務長である。クニル博士は1932年7月11日スイスに生まれで、科学者、芸術家、セラピスト、教育者および音楽家でもある。スイスのテクノロジーETHチューリッヒ研究所から、空気力学と構造力学の理学修士を取得しており、副専攻科目は人文科学と応用心理学である。彼は、マサチューセッツ工科大学（MIT）で組織コンサルティングと経営コンサルティングを学び、その間に、航空宇宙研究所の研究員と音楽の非常勤講師をつとめ、1970年に青年と家族のカウンセリングの証明書を得て、オハイオ州の連合大学院で1976年に心理学の博士号を与えられた。
ウィスコンシン州、ミルウォーキーのマウント・メアリー大学
のウェブサイトによると、マウント·メアリー·カレッジは専門の博士号過程を含むアートセラピープログラムを拡張しており、アイリーン・シュバルバック総長が発表したアートセラピーの博士号の承認は、北中部地域の高等教育委員会（HLC）から、2011年4月25日に受理された。専門の能力を重視した高度な学位プログラムは、アメリカで初めて従来の研究の学位より多くのものを取り入れた、マウント·メアリー最初の博士号プログラムだった。アートセラピーの博士号は、すでに認定されたアートセラピストが、修士レベルの専門家以上の能力を備える開業医指向の高度な学位である。

## アートセラピーとアウトサイダー・アート
アートセラピーとアウトサイダーアートという用語の関係は、特に双方の職業の実用化に関して、多くのアカデミックな議論において討議されてきた。芸術が公式文化の境界の外で作られたことを説明するために、アール・ブリュット（Art Brut/生の芸術）という用語は、フランス人画家ジャン・デュビュッフェによって最初に造られた。デュビュッフェは、精神病棟患者による芸術活動に焦点を当てるために、 アール・ブリュットという言葉を生んだのだ。1972年にその英訳のアウトサイダー・アートは、美術評論家のロジャー・カーディナルによって最初に使われた。
両方の用語は、患者とアーティストの両者に対する社会的かつ個人的影響のために批判されてきた。アートセラピーは、医学的観点からだけそれを考え、芸術的な価値とアーティストの芸術創作の意味を十分に強調しなかったと非難されている。美学的議論の分野の中で治療法の問題に対処しているうちに、これはアウトサイダー・アート全体の実践の誤解につながった。それどころかアウトサイダー・アートは、方程式アーティスト=天才＝精神異常者とレッテルを貼られ、否定的に判断されている。おまけにアウトサイダー・アートという用語にまつわるビジネス絡みの問題は、いくらかの誤解をもたらす。けれどアウトサイダー·アーティストは、アーティストの作品と自己啓発の両方に同じく肯定的な価値を与えることができる特定の芸術的システムの一部なので、そのシステム自体の境界内に収監することもできる。

## アートセラピスト

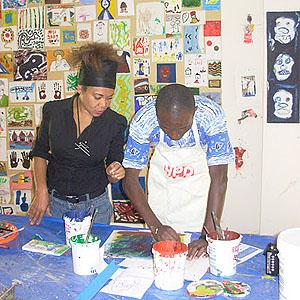
アートセラピーワークショップの間､患者を見守るアートセラピスト(セネガル)

精神的な医療専門職として、アートセラピーは多くの臨床および他の環境の多様な集団で用いられている。同じようにアートセラピーは、非臨床的環境のアートスタジオや創造力開発ワークショップでも見受けられる。結婚や家族関係のセラピスト、精神保健カウンセラーの実践とも密接な関係がある。米国の芸術セラピストは、個々の資格と所定の州で利用可能な種類によって、いろいろなタイトルの元で免許を与えられる。アートセラピストは、アートセラピスト、クリエティブアートセラピスト、結婚と家族問題セラピスト、種々のタイプのカウンセラー、心理学者、正看護師、ソーシャルワーカー、作業療法士、リハビリテーション・セラピストあるいは他の資格を持っているかもしれない。アートセラピストは、アートセラピーまたは心理学のような関連した分野で、高度な学位を受けている可能性がある。その場合、彼らはアートセラピストとしてポスト・ドクターかポスト・マスターの証明書を取得している。国家資格認定機関、アートセラピー資格委員会（ATCB）によって資格認定要件を満たすアートセラピストは、はじめに登録され（ATR）、それから委員会に認定される。（ATR-BC）その後にアートセラピー認定スーパーバイザー（ATCS）を取得するかもしれない。アートセラピストは、すべての年齢の人々と多種多様な障害と病気のために働く。アートセラピストは、個人、カップル、家族、またはグループに関わらず子供、若者、および大人達に対してサービスを提供する。
評価と心理療法のスキルを用いて、アートセラピストは治療の目的とゴールを達成するために、彼らのクライアントのニーズにふさわしい材料と介入を選び、セッションを設計する。彼らはクライアントが洞察力を深め、ストレスに対処し、トラウマ的体験に取り組み、認知、記憶や感覚神経の能力を高め、対人関係を改善して、より大きな自己実現を達成するのを助ける。多くのアートセラピストは、患者との仕事に歴史上の芸術およびシンボルを組み入れるために、ARAS（Archive for Research in Archetypal Symbolism/元型と象徴の事典）のような資料を使う。
州、地方、または国によって、「アートセラピスト」という用語は、芸術と療法の両方で訓練された専門家であり、関連する分野での学士号を得た後、アートセラピーとアートセラピーの修士か博士号を与えられるか、アートセラピーの証明書を取得している。メンタル・ヘルスカウンセラーや、ソーシャルワーカーや、心理学者や、プレーセラピストなどの他の専門家は、治療にアートセラピーと基本的な精神療法の手法を組み合わせる。アートワークの要素を評価することは、セラピストがクライアントの内在化された情報を理解する助けになる。

### トラウマのある小児患者
子供たちの心的外傷後ストレス障害のための効果的な治療介入については、広範囲に基づいた研究がされていない。だが、リンダ・チャップマンと仲間の心理学者たちは、子供の精神的外傷患者に対するアートセラピーの有効性に関する研究している。初期の研究では、PTSD（外傷性ストレス障害)の患者と対照群の間の分析に大きな差はなかった。しかし、急性ストレス障害では、アートセラピーの治療を受けた子供たちの症状が軽減された。

## 目的
アートセラピーの目的は、本質的にひとつである。アートセラピーは、肉体的、精神的または感情的な問題、病気や障害を持つクライアントに上手く適用することができる。絵画、スケッチ、彫刻、写真撮影を含む、あらゆる種類の視覚芸術と芸術の表現手段が治療のプロセスに用いられる。ダンス、音楽または演劇を使う他の種類のクリエティブセラピーや表現療法と、アートセラピーは対照的であり、他のコミュニケーション形式とアートセラピーの大きな違いの一つは、他は意思疎通の方法として言葉か言語を使うことである。研究によりアートセラピーの有効性は実証されている。アルツハイマーと他の病気による記憶喪失のクライアントや、脳卒中の後遺症;認識機能;外傷性脳損傷;心的外傷後ストレス障害（PTSD）;うつ;慢性病；老化に適用されている。

## 典型的なセッション

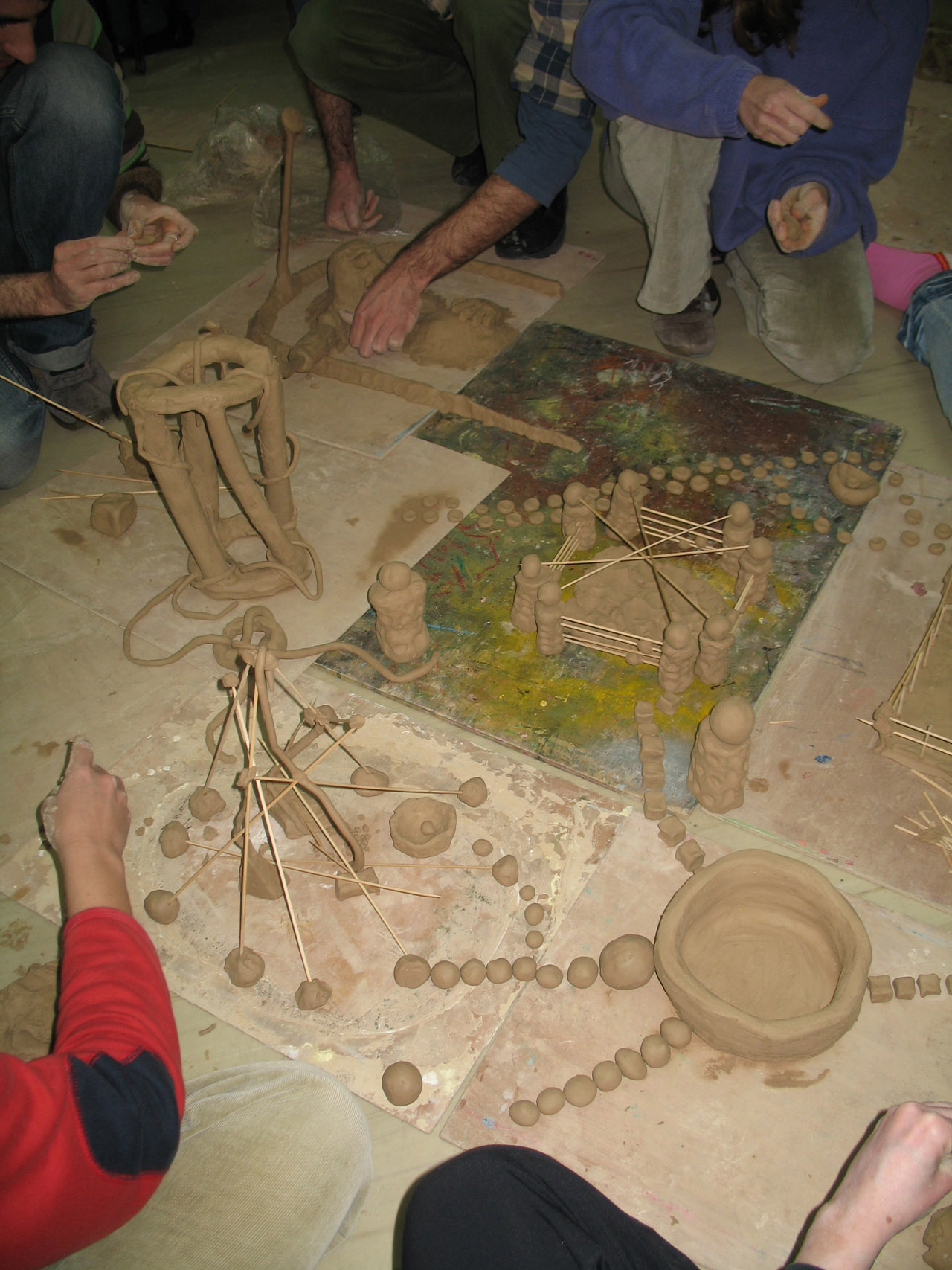
ほとんどのアートセラピーセッションで、焦点はあなたの内側にあります

マルキオディは、アートセラピーのセッションに何が含まれているか、それがどのように芸術の授業と異なるかという例を示している。「ほとんどのアートセラピーセッションで、焦点はあなたの内側にありますーあなたの感情、知覚、および想像です。」アートセラピーのスキルやアートの手法の学習が必要になる場合があるかもしれないが、一般的に重点はむしろ、最初に彼あるいは彼女が外の世界で見るものよりも、その人の中から来るイメージを発展させて、表現することである。何らかの伝統的な美術の授業では、あなたの想像から絵を描くように求められるかもしれないが、アートセラピーでは、あなたの内面の世界のイメージ、感情、思考、アイデアは、常に経験に対して最も重要である。
セラピーの語源はギリシャ後で"気を配る”という意味の"therapeia"で、この意味は2つの点でアートセラピーの治療プロセスを強調している。ほとんどの場合、熟練した専門家が、芸術を作っている個人に注意を払っている。この人のガイダンスは、治療のプロセスの鍵である。アートを作る経験をガイドし、その途中で個人がそれを通して意味を見いだすのを助けるために、この援助関係は必要なのだ。それは、個人が自分たちをさらに信頼するのに役立つ。
他の重要な面は、個人が彼または彼女自身のアートを作る個人的な過程に参加し、その作品に個人的な意味を与えることである。そのアートのストーリーや説明または意味を見つけるのである。個人が活発に参加することに依存するセラピーは、極めて少ない。アートセラピーでは、アートセラピストがセッションの間に作成されるアート作品について、資料と物語の両方で人の検証を容易にする。
アートセラピーでは、セラピストがそれぞれの治療を組み立てる独自の好ましい方法を持っている。クライアントの状況に応じて様々に意図された目標があるため、色々な異なった設定で行うことができる。有名なアートセラピストであるエレン・G・ホロヴィッツ博士は、アートセラピーの想定しなければならない仕事の範囲と役割について説明している。「私の責任は仕事によって変化します。コンサルタントとして働くか、個人の仕事とは逆の政府機関では全く異なります。個人の仕事では、それはいっそう複雑で広範囲になります。あなたがプライマリ・セラピストならば、あなたの責任は社会福祉の範囲から、患者のプライマリーケアまで変化することができます。」これは個人の世話をするにあたって重要な、医師、裁判官、親族、および時には地域社会の人々と緊密な連絡を保つことを含んでいる。「一部のアートセラピストは、それが治療と治療的な関係の進行のために不可欠であると分かっています。確実に毎週毎週、クライアントの各セッションは、同じスペースで、同じ時間に行われます。それは一般的な心理学の類似の概念ですさらにアートセラピーは評価に基づいて、どれがその個人により良いかにより、個人またはグループの両レベルで提供されます。」
またアートセラピーは、子供たちの芸術と創造性への関心から、その表現の手段として学校では彼らに対する一般的な治療のツールである。アートセラピーは、学習障害、言語障害、子供が学ぶのを妨げているかもしれない行動障害と他の情緒障害のような、いろいろな問題で子供たちのためになることができる。学校で働く他の心理学者と同様に、アートセラピストは学生のクライアントが直面している問題を診断して、治療と治療介入を個人の事情に合わせられなければならない。アートセラピストは、彼らの治療計画を実践し、実行するために、教師や保護者と緊密に連携する。

## アートに基づいた評価

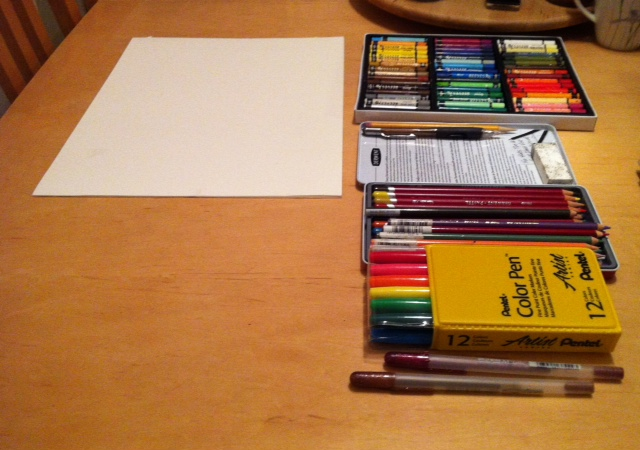
アートセラピーで使われる一般的な画材

アートセラピストや他の専門家は、感情、認知、発達状態を診断するために、アートをベースにした評価(アセスメント)を使う。また、精神的機能のさまざまなタイプを分析するのに、描かれた図画を利用する多くの心理学的評価がある。(ベッツ/Betts,2005).アートセラピストやその他の専門家は、これらを評価して、解釈するように教育される。そのほとんどは単純な指令と標準的な多数の画材に頼る。（キャシー マルキオディ/Cathy Malchiodi 1998、2003;ベッツBetts,2005) 心理学的な目的のための最初の図画の評価は、1906年にドイツ人の精神科医フリッツ・モーア（Fritz Mohr）によって作られた。1926年、研究者フィレンツェ・グッドイナフ(Goodenough)は子供の知能を測定するために、人物画法テスト（Draw–A–Man）と呼ばれる描画テストを作成した。人物画法テストを解釈するための鍵は、図面により詳細を加える子は、より知的だった。グッドイナフや他の研究者は、そのテストが知性と同じように、性格にも関係があると気が付いた。その他いくつかの心理学的画法テストが1940年代に作られ、今でも使われている。それにもかかわらず、多くのアートセラピストが診断テストを避け、実際に何人かの著者（ホーガン/Hogan 1997）は、解釈上の臆説の有効性に疑問を持っている。
以下にアートセラピーの評価検査の例をいくつか挙げる。:

### DDS検査
DDS検査（The Diagnostic Drawing Series）は、1882年にバリー・M・コーエン（Barry M. Cohen)とバーバラ・レボウィッツ( Barbara Lesowitz ）によって設計された三つの画像インタビューである。それは最も一般的に教えられたアートセラピーの検査のうちの一つだ。今日まで50を超えるDDS研究論文があり、世界で最も研究されたアートセラピーのツールである。またコーエンとレボウィッツは、メンタルヘルスの専門家向けに、どうやってDDSを採点するかについて、DDS検査の評価の手引きを書いた。DDSのための評価ガイド（the DDS Rating Guide）は、内容よりも図面の中の構造に基づいてクライアントを評価する。
DDSは、おそらくすべてのアートセラピーの評価検査の中で最も標準化されており、経験的方法論と社会科学理論の両方に依存している。実施者は、テストを受ける人の行動と行動の変更に特別な注意を払う。DDSは、伝統的に青年と大人に行われていたが、子供の評価向けに作られたバージョンがある。
テストは3つの図面で構成されていて、被験者はそれぞれを15分間で完了させる。平らなチョークパステルと白紙の45.7ｘ60.9センチの白紙が与えられ、被験者は課題のために、適切な高さのテーブルや机に向かって着席しなくてはならない。
手順 
- 絵1「これらの材料を使用して、絵を描いてください。」
- 絵2「木の絵を描いてください。」
- 絵3「線、形、および色を使用して、どのように感じるかに関する絵を作ってください。」

解釈 
この査定の結果を解釈するには、解釈の重要なトレーニングが必要である。以下に基づいて解釈を行う。:
- 色: タイプ、使用法、混色、生の色
- 線と形：線や形の囲い、地面の線、空の線
- 線： 線、長さ、スペース、使用法
- 統合化と抽象化
- コンテキスト中のイメージの表現:そのイメージは周囲の中にどう置かれているか？
- 人間、または動物の扱い
- 無生物
- 動きの描写
- 被験者はどうパステルを使ったか
- ページの配置

DDSの長所と短所:

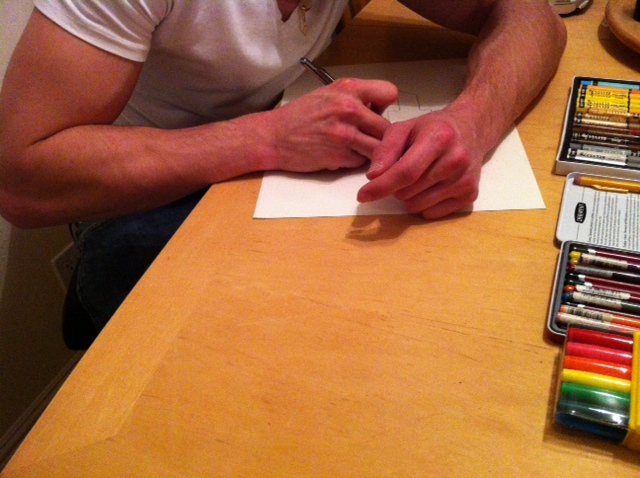
アートセラピーは芸術の授業と異なる

DDSはすべてのアートセラピーの評価の中で最も研究されており、多くの絵がアーカイブされて参照できる。コーエンとレボウィッツは、世界中のアートセラピストが使えるように、数量化可能な評価を提供した。このテストには、薬物治療の影響と薬物の交絡因子のための、プロトコルおよびコントロールがある。DDSは一般に信頼性が高く、有効な評価方法であると考えられている。テストの短所は、解釈の複雑さとその後の正確な科学的な測定値の不足にある。一般的に投影法は、客観的なテストより信頼性が低い傾向がある。アートセラピストは被験者を適切に評価するために、かなりのトレーニングを積まなければならない。

### MARI検査
MARI検査 (The Mandala Assessment Research Instrument)では、被験者は異なるマンダラのカード（幾何学模様で囲まれたデザイン）の中から一枚を引くように指示される。次にカラーカードのセットの中から1色を選ばなくてはいけない。さらに被験者は、選んだ色のオイルパステルで、引いたカードの曼荼羅を描くように求められる。そしてアーティストは彼らが描いている曼荼羅に関連して、何か意味や経験、それに関わる経験がないかどうか説明するように尋ねられる。
このテストは、人々が描く曼荼羅の中のイメージやパターンそして図形と、アーティストのパーソナリティーとの間には、定期的な相関関係があるというジョーン・ケロッグの信念に基づいている。このテストの評価は、その人の心理的な進行とそれらの現在の心理状態への手がかりを与える。曼荼羅は仏教に由来する。それは超個人的アートとのつながりを見るのを助けてくれる霊性との関係である。

### 家屋‐樹木‐人物画法テスト(HTP)
家屋‐樹木‐人物画法テスト(HTPテスト/House-tree-person-test) は、人格の側面を測定するように設計された射影テストである。このテストは、脳障害と一般的な精神的機能を評価するのに用いることもできる。投影テストであるので、HTPの結果は主観的で、試験の管理者によって解釈される余地がある。HTP は知能検査のグッドイナフスケール(グッドイナフ人物画知能検査/DAM/Goodenough draw-a-man intelligence test)を基にジョン・バックランド（John Buckand）によって作られた。バックは、HTPに知的能力の質的かつ量的測度の両方を含めた。350ページのマニュアルは量的であるというよりも、主観的なHTPの適切な等級付けを指導するためにバックランドによって書かれた。彼と対照的にゾルターン・ヴァシュ（Zoltán Vass ）は、システムの分析に基づいて、より洗練されたアプローチを発表した。（SSCA 、Seven-Step Configuration Analysis）
テストの実施： HTPは3歳以上の人が対象となり、被験者の精神機能のレベルに基づいて、150分間以内で完成させる。最初のフェーズで、被験者は家と木および人を描くように指示され、それぞれの絵について実施者が質問をする。バックによって作られたオリジナルの60の質問があるが、アートセラピストや訓練された実施者は自分たちで質問を作ることができる。このフェーズは、クレヨンを使って行われる。
HTPの2番目のフェーズでは、被験者は同じ絵を鉛筆かペンで描く。再び実施者はその絵について同じ質問をする。（注：一部のメンタルヘルスの専門家は、1つか2つのフェーズを行い、必要に応じて筆記用具を変更することがある。このテストのバリエーションは、男女を一人ずつ描くか、一枚のページに全てを描くように求められる。）
関連する質問の例:

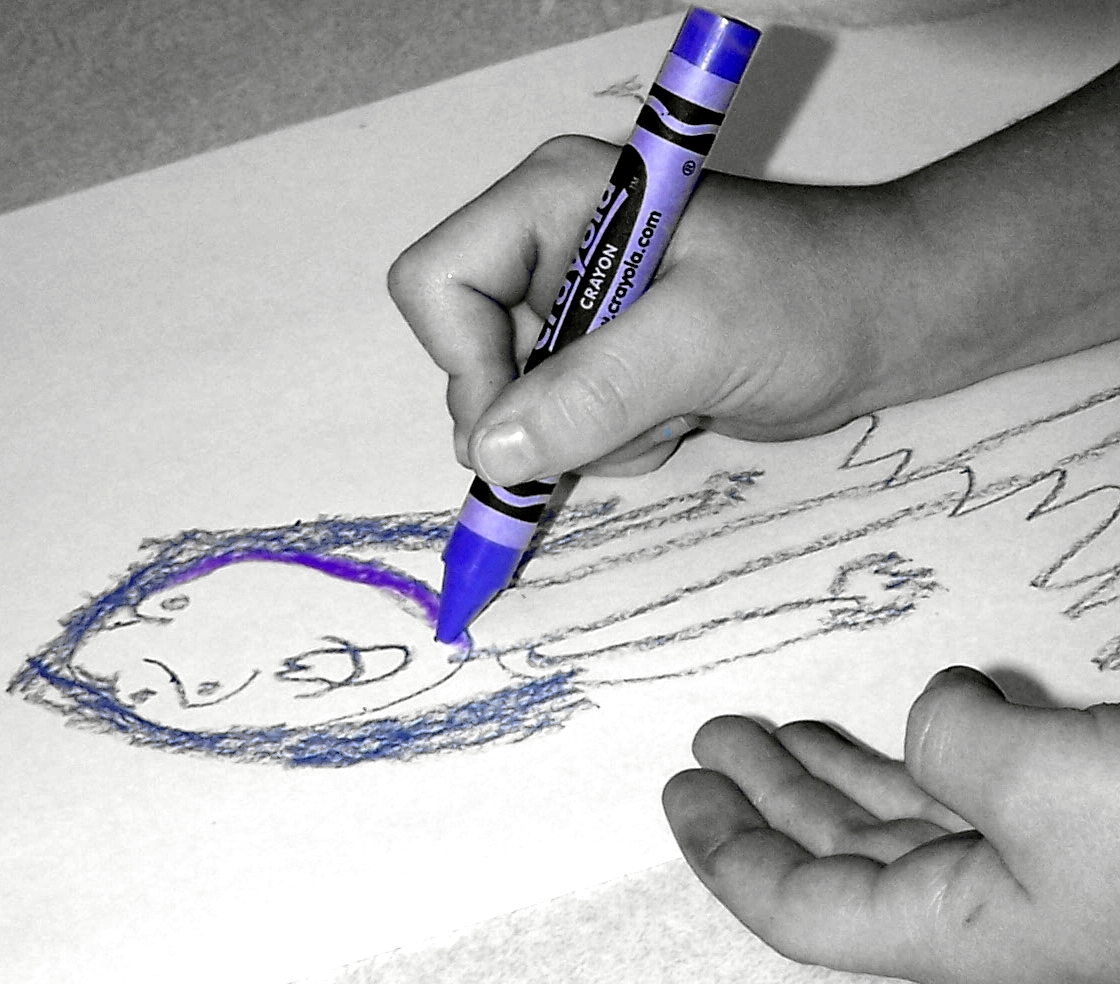
この人は誰ですか？

- 家について：だれがここに住んでいますか? 住んでいる人は幸せですか? 何が家の中で起こっていますか? 夜になるとはそれはどのようですか? 人々はその家を訪れますか? その家の人々は何をこの絵に加えたがっていますか?
- 木について：この木はどんな木ですか？樹齢は何年ですか？季節はいつですか？誰かがそれを切ろうとしましたか？近くに何が生えていますか？誰がこの木に水をあげていますか？木は生きるために日光を必要としますが、その木は十分に日があたっていますか？[48]
- 人の絵を描いた後：この人は誰ですか？この人は何歳ですか？彼らは何をするのが好き、または嫌いですか？誰かが彼らを傷つけようとしましたか？誰が彼らに気を配っていますか？[48]

結果の解釈：
家屋‐樹木‐人物画法テストの知能の数量的な測定は、WAISなどの確立された知能テストと相関することが明らかにされている。
被験者の回答と図画の主観的な分析は、パーソナリティ特性と過去の経験の推論をすることを目指している。主観的な性質という面でHTPは、他の定性検査と同様、その信頼性または有効性を支持する実証的証拠がほとんどない。しかし、このテストはまだ脳障害のかなり正確な判断の基準であると見なされていて、脳障害で苦しんでいる統合失調症患者の評価においても使われている。

### 道の絵 (Road drawing)
この図画の評価およびセラピー治療的な介入において、患者は道路を描くように頼まれる。それはその人物の「人生の道」を図的に表現されたものを用いる投影評価である。この道の絵は、クライアントの生まれ、彼または彼女の人生のプロセスの歴史、現在までの経験と将来の目的を表していて、一枚の絵からでさえ、自然発生的なイメージを引き出す可能性がある。(ヘインズ, 1995, 1997, 2008)道の回復の特徴や、定期的なアップグレードの必要性は、クライアントの変化と回復に対する能力の隠喩として用いることができる。

## アートセラピーに基づく療法
- 風景構成法
- 箱庭療法

## アメリカ合衆国におけるガイドライン

### 認可、登録と免許取得
アメリカ合衆国では、アートセラピストはRegistered(ATR)やBoard Certified(ATR-BC)になれるかもしれない。いくつかの州ではアートセラピストは、アートセラピスト、クリエイティブアートセラピスト（LCAT; NY州のみ）、プロフェッショナルまたはメンタルヘルスカウンセラー（多くの州）としてライセンスされている。専門的診療のATCBコード（The ATCB Code of Professional Practice）は、5つの主要なカテゴリーに分けられる。一般倫理上の原則、独立した開業者、証明書のための適格性、行動規範および懲戒手順である。(ATCB 2005)登録されたATRになるには、ひとつの公認の大学からアートセラピーにおいて、大学院レベルのプログラムを完了すること、ならびに実習課目とインターンシップの完成、および卒業後にプロの臨床医からの指揮がある追加臨床経験が義務づけられている。
ライセンス取得方法に関する詳細な情報については、アメリカのアートセラピストは開業したい合衆国の州の開業免許制度理事会に連絡する。その分野で仕事をする用意ができているアートセラピーを学ぶ学生は、どのコースが専門委員会による正式認可及び免許交付要求を満たすのかについて、アカデミックなアドバイザーと相談しなければならない。開業免許は一般に、独立した専門家としてのサービスで償還を受けるために必要であり、いくつかの州では独立開業するために法律で義務付けられている。認定を取得するには、かなりの量の授業や臨床経験が必要になる。アートセラピストが地理的にどこで訓練を受けたかによるが、認定はプロのアートセラピストになる際に必ずしも必要ではない。通常、最低限の必要条件は、アートセラピーの修士号、またはアートセラピーを中心とした関連のカウンセリングや心理学の分野の修士号である。アメリカン・アートセラピー協会（AATA）によれば、芸術的な上達を意味する手段として、修士課程の学生がいろいろなスタジオアートの学科のコースを取らなければならないのは、必須である。さらに学生は、実習と研修期間をうまく選択することに加えて、特定の心理学関連のデーマを大学院のレベルにおいて、少なくとも４８単位を取得するように要求される。
合衆国以外の国において、必要なあらゆる特定のコースワークあるいは教育を識別し、メンタルヘルスや医療専門職を監督する政府や規制当局に、アートセラピストは連絡すべきである。アートセラピーは、まだ発展途上分野とみなされているので、大部分の国はその実践と応用を規制しない。

### ポスト・マスターズ
ATRあるいは他の公認のアートセラピストの認定証明を申請するために、学生は修士課程から卒業後、直接クライアントと1,000時間のコンタクトを完了するよう要求される。ATRを得た後、個人は試験に合格することにより、アートセラピー信任状委員会からの委員会証明を申請する機会を与えられる。多くの心理学関連のライセンスと同様に、アートセラピーのライセンスは州によって異なる。よってライセンスを持っていることは、セラピストが全米で認定されることを必ずしも意味しない。

### 一般倫理上の原則
この項目で説明する一つのトピックは、アートセラピストが患者に対して負うべき責任についての説明である。(ATCB 2005) ATCBによれば、アートセラピストはクライアントの健康の向上に努め、クライアントの権利を尊重し、役に立つサービスを提供するのを確実にするように努力しなければならない。(2005)彼らは、患者に対していかなる差別できないし、セラピーを受けている患者への義務を放棄したり放置してはいけない。アートセラピストは、最初からあなたと患者は仕事上の付き合いであると詳細に説明する必要がある。アートセラピストは依頼人が治療からメリットを得る場合だけ、患者の治療を続けることができる。アートセラピストが財政的な理由のためだけに患者を見ることは、ATCBによって確立された原則に反している。
この項目で取り上げるもうひとつのトピックは、アートセラピストが備えていなければならない能力と誠実さである。(ATCB 2005). アートセラピストは、専門的に熟練して誠実でなければならない、とATCBは述べている。(2005)アートセラピストは、アートセラピーの新しい動向を常に最新の状態に保つ必要がある。トレーニングと教育と経験によって確立された資格がある場合のみ、彼らは症例を扱うべきである。(ATCB 2005)現在もう１人のセラピストに診てもらっている患者を、そのセラピストの許可無く治療することはできない。(ATCB 2005).またアートセラピストは、患者の秘密を守らなくてはならない。(ATCB 2005)
この項目で説明するもう一つのトピックは、アートセラピーの他の責任についてである。その責任とは、「学生への責任と監督、研究関係者に対する責任、職業への責任」である。(ATCB 2005)この項目にはさらに規則がある。アートセラピストが支払協定を結んだ時や、彼らのサービスを広告することを選択した場合には、実行しなければならない。(ATCB 2005)

### 独立した開業者
独立した開業者とは、独立して働いているか、お金を払う顧客に対して提供するサービスに責任があるセラピストである。この項目は、独立した開業者のための証明書を対象を扱う。
独立した開業者は、アートセラピーセッションを行うために、安全で機能的な環境を提供しなければならない。(ATCB 2005) ATCBによれば、「制限はされていないが、以下は含まれる：適切な換気、適切な照明、水道設備、危険に関する知識とアートの材料の毒性、クライアントの健康を保護するための努力の必要性、アートプロジェクト用収納スペース、任意の危険物のための安全なエリア、尖ったものを扱う際の監視、プライバシーと守秘性のための費用、他の健康の遵守、相当する企業を管理する州と連邦機関の安全要求」(2005)
さらにこの項目は、金融の取り決めを取り扱うとき、独立した開業者が従うべき水準を定めている。基本的にアートセラピストは、セラピー・セッションを支払人に率直に提供しなくてはいけない。またアートセラピストは、支払人をだましたり、あるいは金銭的にクライアントを利用してはならない。
この項目の最後のトピックは、治療計画と文章について取り上げる。(ATCB 2005)アートセラピストは、患者が最高のレベルの生活の質と機能を維持するのを助ける治療計画を提供する。これは、彼らがゴールを達成し、ニーズに対応する彼らの強さを引き出すことを助ける。アートセラピストは、治療のセッションでの出来事の推移を反映するノートをとって、記録する必要がある。ATCBによると、以下は文書化されなければならない最低限のものである。「あらゆる治療計画の現在の目標は、アートセラピーセッションの言葉の内容が、クライアント動作と目標、クライアントの動作と目標に関連する芸術的な表現、感情の変化（または変化の欠如）、思考過程、そして振る舞い、自殺か殺人の意図あるいは観念化に関係することである。」(2005)そして「治療に対するクライアント反応と今後の治療の推奨」の要約である。(2005)

### 証明書のための適格性
この項目は専門的診療のATCB規約において、アートセラピーを学ぶ学生が資格証明書を取得するプロセスを概説する。それは適格性の基準についての解説と、申請手続きについての説明である。ATCB証明書は、ATCBに属するものである。ATCB証明書を失ったアートセラピストが、まだ証明書を保持していると主張するならば、法的に罰することができる。また、アートセラピーに関連した不正で訴えられた場合、従うべき手続きについて議論する。最後に、セラピストがアートセラピーに関連した不正や重罪または別の犯罪で有罪判決を下される場合について言及する。これらの不正とは、患者に対する強姦、性的虐待、攻撃、殴打、売春または規制薬物の販売を含む。

### 行動規範
この項目は専門的診療のATCB規約において、細部にわたる守秘義務、クライアントの作品の使用、プロフェッショナルな関係、懲罰の根拠について取り上げる。
アートセラピストは、クライアントの治療のセッションについて、情報を開示することはできない。これは、「クライアントとセラピストの間で行われる全ての口頭または芸術的な表現」が含まれている。(ATCB 2005)アートセラピストは、患者の書面による明確な同意がある場合、またはセラピストが患者の生命の重大な危険に対処するため、すみやかに助けが必要であると信じる理由があるならば、秘密の情報を公表することができる。さらにセラピストは、患者の書面による同意表明なしに、どの患者の作品も出版や公開することが許されない。
アートセラピストとクライアントの間のプロフェッショナルな関係の基準は、この項目で説明する。仕事上の関係の範囲内でアートセラピストは、現在および元の患者、学生、研修生、上司、または同僚と搾取的な関係になることを禁止されている。ATCBは搾取的な関係を、性的な親密さ、ロマンス、または借金、融資にまつわる一切のものと定義している。プロフェッショナルな関係の中で、セラピストは、クライアントの利益のために最善であると感じることをすることになっている。彼らの自身の利益のためにプロフェッショナルな関係を進めたり、患者を間違った方向に導いてはならない。この項で定められた基準のいずれかを破ることは、懲罰の根拠となる。

### 懲戒手順
この項目は専門的診療のATCB規約において、アートセラピーに関する不正行為に対する懲戒処分の全ての手続きの法的かつ技術的な詳細である。(2005)このセクションで扱われる主な話題は、「申し立ての提出、懲戒委員会委員会の手続、制裁、情報公開、権利放棄、適格性の再考と証明書の回復、期限、偏り、偏見と公平」である。
ATCBがアートセラピストの懲戒手続きを監督する間、もしアートセラピストがライセンスを与えられているなら、ライセンスを与えた州の委員会を通して、違反や非倫理的な仕事に対する懲戒処分を行なう。
有効性
アートセラピーは様々な現場の中で、現象学的、帰納的、定量的、定性的等、多数の論文や書籍、ＮＩＨ報告などの真実の研究をしている。証拠に基づく効果的な治療法として、アートセラピーの有効性を証明する情報を十分に備えている。しかし、アートセラピーの主張は十分根拠がなく、非引用された研究、またはあいまいな一般論を通して有効性がよく理解されないと指摘されている。

## 応用

### 一般的な病気
人々は常に何らかの病からの逃避を探している。そしてアートはより一般的な方法の一つであることが分かっている。アートと創造的プロセスは、多くの病気(がん、心臓病、新型インフルエンザなど)の救いになる。人々はアートを作ることと多くの創造的な方法を通して、病の精神的影響から逃れることができる。
病院は、患者のケアに対する芸術の影響を研究し始めており、アートプログラムの参加者の臓器に良く、睡眠合併症が少ないことがわかった。芸術的な影響では、研究により、プログラムに参加する必要はないが、病室の風景画が鎮痛剤の使用の軽減と、病院での回復時間を短縮することを発見した。

### がんの診断
アートセラピストたちは、なぜ一部のがん患者がアートを作ることを、がん患者であること以外に、肯定的な自己認識をつくる対処メカニズムの手段としたかを理解するための研究を行なった。研究で女性たちは、陶芸、カード作りからスケッチ、絵画まで、幅広いアート・プログラムに参加した。プログラムは、がんということは別にして、彼女たちの自己認識を回復させ、進行中のがんとの戦いの精神的苦痛を軽減し、さらに彼女たちに将来への希望を与えた。
また、研究は、創造的プロセスを利用した場合、がん患者の精神的苦痛がどう抑えられたかを示した。その女性たちは、ヨガや瞑想をするかたわら、治療の過程で彼ら自身の絵を描いた。併用されたこれらの行動は、いくつかの症状を緩和するのに役立った。

### 災害救助
アートセラピーは、災害救助と緊急救助を含む、さまざまなトラウマとなる経験において使われている。アートセラピストは、自然的または人為的災害後の子供たちや青年および成人に、彼らの経験に応じてアートを作るように奨励し、共に働いてきた。災難の犠牲者と働くためのいくつかの提案された戦略は、以下のものを含んでいる。苦痛や心的外傷後ストレス障害（PTSD）の評価、感情を正常化させ、問題に対処する能力を具現化すること、リラクゼーションスキルの促進、社会的支援ネットワークの構築、安心感と安定性を高めることである。
(注)アートセラピーは専門的な知識が必要とされる精神医療の一環であるが、日本においてはまだ公的な資格が存在しない。日本心理臨床学会は「心のケアによる二次被害防止ガイドライン」にて、大きな災害などで心理的ショックを受けた子供たちに絵を描かせようとすることは逆効果になる場合がある、と注意を呼びかけている。